# Bionorica

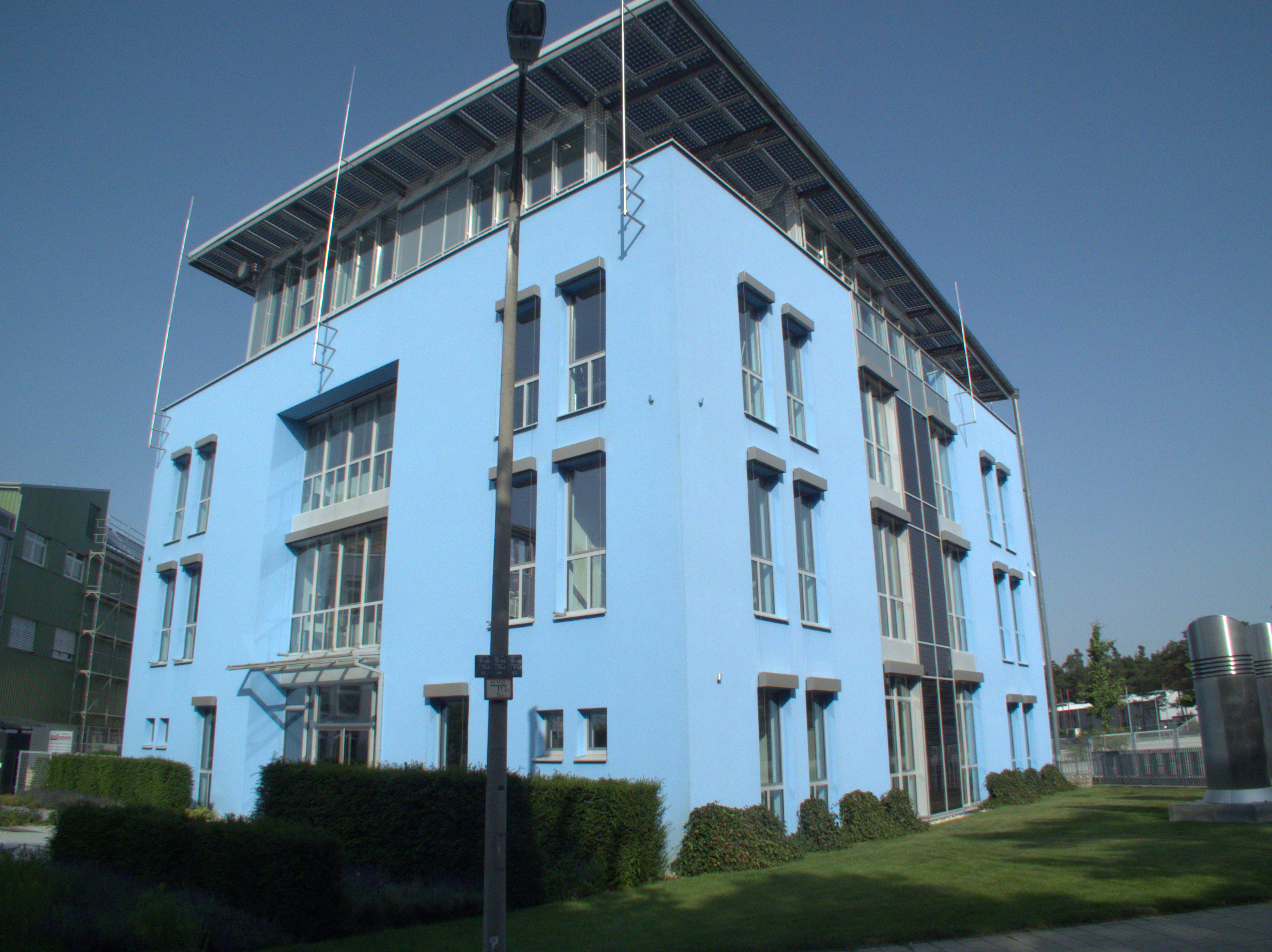
Verwaltungsgebäude in Neumarkt

Altes Logo des Unternehmens bis 2010

Die Bionorica SE ist ein forschender, mittelständischer deutscher Hersteller pflanzlicher Arzneimittel mit Sitz in Neumarkt in der Oberpfalz. Das Unternehmen hatte im Dezember 2020 weltweit 1.823 Mitarbeiter, davon 935 in Deutschland.
Das Unternehmen wurde 1933 als Bionorica GmbH gegründet. Seit März 2010 ist es eine Europäische Aktiengesellschaft. Vorsitzender des Vorstands ist Michael A. Popp, Vorstand für Finanzen, IT und HR Michael Rödel, Vorstand für Product Supply Hanke Wohlers, Vorstand für Marketing & Vertrieb Marco Linari. Vorsitzender des Aufsichtsrates ist Eberhard Rauch.
Im Geschäftsjahr 2021 betrug der Nettoumsatz des Unternehmens 285 Mio. Euro. Zu den bekanntesten Marken des Unternehmens zählen Sinupret und Bronchipret. Ein neues Marktsegment wurde im Bereich der Hanf-Präparate beschritten. Mit der Produktion von Hanfwirkstoffen wie Dronabinol und Cannabidiol hatte Bionorica nach eigenen Angaben im März 2016 eine führende Position. Im Mai 2019 verkaufte Bionorica ihr Cannabisgeschäft für 225 Mio. Euro an das kanadische Unternehmen Canopy Growth Corporation.

## Geschichte
Das Unternehmen wurde 1933 von Josef Popp, dem Großvater des heutigen Inhabers Michael A. Popp, gegründet. Sitz der damaligen Bionorica GmbH war Nürnberg. Zu den ersten Produkten gehörte Sinupret, das noch heute eines der wichtigsten Präparate im Portfolio darstellt. 1945 übernahmen die Apothekerin Erna Popp (1918–2017) und der Mediziner Hans-Oskar Popp (1924–2017) die Leitung des Unternehmens. Zu diesem Zeitpunkt wurde auch die industrielle Herstellung der Präparate aufgebaut. Nach dem Umzug des Unternehmens nach Neumarkt in der Oberpfalz übernahm Michael A. Popp 1989 die Leitung der Bionorica AG. Im März 2010 wurde die Bionorica AG in eine Europäische Aktiengesellschaft umgewandelt, die Bionorica SE.
2023 wurde die deutsche Tochtergesellschaft Lomapharm von Daicel übernommen.

## Produkte
Das Unternehmen vertreibt Phytopharmaka und homöopathische Arzneimittel in den Indikationsgebieten Atemwege, Gynäkologie, Harnwege und Leberschutz. Zu den Marken des Unternehmens zählen Sinupret, Bronchipret, Imupret N (ehem. Tonsilgon), Tonsipret, Rinupret, Canephron, Silimarit, Agnucaston, Klimadynon und Mastodynon. Im Jahr 2015 gab Bionorica an, die Vermarktung des Weidenrindenpräparats Assalix einzustellen, die Vermarktung des Beruhigungsmittels Allunapret wurde 2019 abgegeben.
Eine Bewerbung des Präparates Sinupret mit den Eigenschaften „antiviral“ und „entzündungshemmend“ wurde dem Unternehmen 2020 letztinstanzlich durch den BGH als irreführend untersagt. Diese Wirkungen seien lediglich in vitro belegt worden, nicht jedoch durch klinische Studien.

## Mitgliedschaften
Das Unternehmen ist Mitglied im Bundesverband der Pharmazeutischen Industrie, dem Komitee Forschung Naturmedizin, der Gesellschaft für Arzneipflanzenforschung und von Europharm SMC.